# RMVB

RMVB(리얼미디어 가변 비트레이트, RealMedia Variable Bitrate)는 리얼네트웍스가 개발한 리얼미디어 멀티미디어 컨테이너 포맷의 가변 비트레이트 확장이다.
더 일반적인 리얼미디어 컨테이너는 고정 비트레이트(CBR)로 인코딩되는 스트리밍 미디어 지향이지만 이와 반대로 RMVB는 일반적으로 저장을 위한 멀티미디어 콘텐츠에 쓰인다. 이 포맷을 이용하는 파일의 확장자는 ".rmvb"이다.

## 개요
리얼미디어는 x264와 같은 MPEG-4 Part 10 인코더와 비슷한 압축을 사용한다.
RMVB 형식의 파일 헤더는 4개의 바이트 ".RMF" (hex 2E 52 4D 46)로 이루어져 있으며, 이는 표준 리얼미디어 포맷과 동일하다.

## 같이 보기
- 리얼미디어
- 리얼비디오 코덱
- 리얼오디오 코덱